# Bükk Nationalpark
Bükk Nationalpark (ungarsk: Bükki Nemzeti Park) er en nationalpark i Bükk-bjergene i det nordlige Ungarn, nær byen Miskolc. Den blev grundlagt i 1977 som den tredje nationalpark i landet. Den har et areal på 431,3 km2 (heraf 37,74 km 2 er under øget beskyttelse). Bükk er bjergrig og skovklædt og er Ungarns største nationalpark og ligger i de nordlige bjerge mellem Szilvásvárad og Lillafüred, og har administration i byen Eger.
Bükks vigtige geologiske træk omfatter forskellige karstformationer inden for dets kalkstensbjerge - især huler (engang beboet af forhistoriske mennesker) og kløfter. Landets længste (4.000 meter) og dybeste (245 meter) hule, Istvánlápa, ligger i parken. Bükk Nationalpark indeholder også halvfems arter af ynglende fugle, hvoraf nogle anses som truede. Området blev i 2017 også beskyttet som International Dark Sky Park.

## Vatikanets klimaskove
Vatikanets klimaskove skulle placeres i parken. KlimaFa ("Climate Trees") blev startet af en San Francisco-promotor, Russ George, som lovede et kulstofkompensationsprojekt, der skulle udligne Vatikanets kuldioxidemissioner. Der er dog ikke plantet træer. I et interview med Christian Science Monitor påpegede Lajos Kiss, borgmester i landsbyen Tiszakeszi, at området langs Tisza-floden, hvor træerne skulle plantes er tomt. Monitor sagde også, at Vatikanet overvejede "retlige skridt for at forsvare Vatikanets omdømme."